# Nombres sagrados
Nomina sacra (en singular: nomen sacrum) significa "nombres sagrados" en Latín, y puede ser utilizado para referirse a la tradición de la escritura abreviada de varios nombres o títulos que aparecen frecuentemente en las Santas Escrituras antiguas, usadas en manuscritos en idioma griego, latín, y copto. En el libro de Bruce Metzger Manuscripts of the Greek Bible (manuscritos de la biblia griega) enlista 15 expresiones parecidas de los papiros griegos: las contrapartes griegas para Dios, Señor, Jesús, Cristo, Hijo, Espíritu, David, cruz, Madre, Padre, Israel, Salvador, Hombre, Jerusalén, y Cielo. El nomen sacrum para madre no apareció hasta el siglo IV d. C., pero los demás Nomina Sacra se han encontrado en manuscritos griegos del siglo I - III d. C. Las contracciones se indican con línea por encima.
Hubo una disputa sobre la naturaleza de los Nombres sagrados, si representan solo una abreviatura o si esas palabras tienen un significado sagrado. Aunque no hay un consenso académico sobre si este sistema de abreviar corresponde simplemente una forma de ahorrar tiempo y espacio, Larry Hurtado argumenta que corresponde más bien a una práctica cristiana bien intencionada, y en el caso del Staurograma, “una referencia visual al Jesús crucificado”.

IHS o JHS es el Cristograma de la cristiandad occidental

Comenzando en algún momento en el siglo I d. C. (fecha exacta desconocida), los nomina sacra fueron acortados por contracción en las inscripciones cristianas, dando como resultado secuencias de letras griegas como: IH (iota-eta), IC (iota-sigma), o IHC (iota-eta-sigma) para Jesús (en griego Iēsous), y XC (chi-sigma), XP (chi-ro) y XPC (chi-rho-sigma) para Cristo (en griego χριστος/Christos). En donde la "C" representa la "lunate" forma de la sigma griega; la sigma tampoco podría ser transcrita al alfabeto latín por sonido, dándole IHS y XPS.
Esta tradición también observada en manuscritos en idioma nubio antiguo y cirílico. Véase titlo.

## Lista deNomina Sacragriegos
| Significado en español | Palabra griega | Nominativo (Sujeto) | Genitivo (Posesivo) |
| Dios                   | Θεός           | ΘΣ                  | ΘΥ                  |
| Señor                  | Κύριος         | ΚΣ                  | ΚΥ                  |
| Jesús                  | Ἰησοῦς         | ΙΣ                  | ΙΥ                  |
| Cristo/Mesías          | Χριστός        | ΧΣ                  | ΧΥ                  |
| Hijo                   | Υἱός           | ΥΣ                  | ΥΥ                  |
| Espíritu/Fantasma      | Πνεῦμα         | ΠΝΑ                 | ΠΝΣ                 |
| David                  | Δαυὶδ          | ΔΑΔ                 |                     |
| Cruz/Poste             | Σταυρός        | ΣΤΣ                 | ΣΤΥ                 |
| Madre                  | Μήτηρ          | ΜΗΡ                 | ΜΗΣ                 |
| Padre                  | Πατήρ          | ΠΗΡ                 | ΠΡΣ                 |
| Israel                 | Ἰσραήλ         | ΙΗΛ                 |                     |
| Salvador               | Σωτήρ          | ΣΗΡ                 | ΣΡΣ                 |
| Ser humano             | Ἄνθρωπος       | ΑΝΟΣ                | ΑΝΟΥ                |
| Jerusalén              | Ἱερουσαλήμ     | ΙΛΗΜ                |                     |
| Cielo/Cielos           | Οὐρανός        | ΟΥΝΟΣ               | ΟΥΝΟΥ               |

## Manuscritos del Nuevo Testamento griego que contienenNomina Sacra(100 d.C. - 300 d.C.)[5]
| Manuscrito griego                                                                   | Fecha del manuscrito | Nomina Sacra utilizada |
| ----------------------------------------------------------------------------------- | -------------------- | --- |
| {\displaystyle {\mathfrak {P}}}1 (P. Oxy. 2)                                        | ~250                 | ΙΥ ΙΣ ΧΥ ΥΥ ΚΥ ΠΝΣ |
| {\displaystyle {\mathfrak {P}}}4 (Suppl. Gr. 1120)                                  | 150–225              | ΘΣ ΘΥ ΚΥ ΚΣ ΠΝΙ ΠΝΟΣ ΠΝΑ ΧΣ ΙΥ ΙΣ |
| {\displaystyle {\mathfrak {P}}}5 (P. Oxy. 208 + 1781)                               | ~250                 | ΙΗΝ ΙΗΣ ΠΡ ΠΡΑ ΠΡΣ ΘΥ |
| {\displaystyle {\mathfrak {P}}}9 (P. Oxy. 402)                                      | ~250                 | ΘΣ ΧΡΣ |
| {\displaystyle {\mathfrak {P}}}12 (P. Amherst. 3b)                                  | ~285                 | ΘΣ |
| {\displaystyle {\mathfrak {P}}}13 (P. Oxy. 657 + PSI 1292)                          | 225–250              | ΘΣ ΘΝ ΘΥ ΘΩ ΙΣ ΙΝ ΙΥ ΚΣ ΚΥ |
| {\displaystyle {\mathfrak {P}}}15 (P. Oxy. 1008)                                    | 200–300              | ΚΩ ΚΥ ΧΥ ΑΝΩΝ ΑΝΩ ΠΝΑ ΘΝ ΚΜΟΥ |
| {\displaystyle {\mathfrak {P}}}16 (P. Oxy. 1009)                                    | 250–300              | ΘΥ ΙΥ ΧΩ |
| {\displaystyle {\mathfrak {P}}}17 (P. Oxy. 1078)                                    | ~300                 | ΘΩ ΠΝΣ |
| {\displaystyle {\mathfrak {P}}}18 (P. Oxy. 1079)                                    | 250–300              | ΙΗ ΧΡ ΘΩ |
| {\displaystyle {\mathfrak {P}}}20 (P. Oxy. 1171)                                    | 200–250              | ΠΝΣ ΚΝ ΘΥ |
| {\displaystyle {\mathfrak {P}}}22 (P. Oxy. 1228)                                    | 200–250              | ΠΣ ΠΝΑ ΠΡΣ ΠΡΑ ΙΗΣ ΑΝΟΣ |
| {\displaystyle {\mathfrak {P}}}24 (P. Oxy. 1230)                                    | ~300                 | ΠΝΑ ΘΥ |
| {\displaystyle {\mathfrak {P}}}27 (P. Oxy. 1395)                                    | 200–250              | ΘΥ ΚΩ |
| {\displaystyle {\mathfrak {P}}}28 (P. Oxy. 1596)                                    | 255–300              | ΙΣ ΙΝ |
| {\displaystyle {\mathfrak {P}}}29 (P. Oxy. 1597)                                    | 200–250              | ΘΣ ΘΝ |
| {\displaystyle {\mathfrak {P}}}30 (P. Oxy. 1598)                                    | 200–250              | ΚΥ ΚΝ ΘΩ ΙΗΥ |
| {\displaystyle {\mathfrak {P}}}32 (P. Rylands 5)                                    | 150–200              | ΘΥ |
| {\displaystyle {\mathfrak {P}}}35 (PSI 1)                                           | ~300                 | ΚΣ ΚΥ |
| {\displaystyle {\mathfrak {P}}}37 (P. Mich. Inv. 1570)                              | ~260                 | ΚΕ ΙΗΣ ΠΝΑ ΙΗΣΥ |
| {\displaystyle {\mathfrak {P}}}38 (P. Mich. Inv. 1571)                              | ~225                 | ΧΡΝ ΠΝΑ ΚΥ ΙΗΝ ΙΗΥ ΠΝΤΑ |
| {\displaystyle {\mathfrak {P}}}39 (P. Oxy. 1780)                                    | 200–300              | ΠΗΡ ΠΡΑ ΙΗΣ |
| {\displaystyle {\mathfrak {P}}}40 (P. Heidelberg G. 645)                            | 200–300              | ΘΣ ΘΥ ΘΝ ΙΥ ΧΩ ΧΥ |
| {\displaystyle {\mathfrak {P}}}45 (P. Chester Beatty I)                             | ~250                 | ΚΕ ΚΣ ΚΝ ΚΥ ΣΡΝΑΙ ΙΗ ΙΥ ΙΗΣ ΠΡ ΠΡΣ ΠΡΑ ΠΡΙ ΘΥ ΘΝ ΘΩ ΘΣ ΠΝΙ ΠΝΣ ΠΝΑ ΥΝ ΥΕ ΥΣ ΥΩ ΣΡΝ ΧΡ |
| {\displaystyle {\mathfrak {P}}}46 (P. Chester Beatty II + P. Mich. Inv. 6238)       | 175–225              | ΚΕ ΚΝ ΚΥ ΚΩ ΚΣ ΧΡΩ ΧΡΥ ΧΡΝ ΧΝ ΧΣ ΧΩ ΧΥ ΧΡΣ ΙΗΥ ΙΗΝ ΙΗΣ ΘΩ ΘΥ ΘΝ ΘΣ ΠΝΑ ΠΝΙ ΠΝΣ ΥΙΥ ΥΙΝ ΥΙΣ ΥΝ ΣΤΡΕΣ ΣΤΡΝ ΣΤΡΩ ΣΤΡΟΣ ΣΤΡΟΥ ΕΣΤΡΟΝ ΕΣΤΡΑΙ ΕΣΤΑΝ ΣΤΟΥ ΑΙΜΑ ΑΝΟΥ ΑΝΟΝ ΑΝΟΣ ΑΝΩΝ ΑΝΟΙΣ ΠΡΙ ΠΗΡ ΠΡΑ ΠΡΣ ΙΥ |
| {\displaystyle {\mathfrak {P}}}47 (P. Chester Beatty III)                           | 200–300              | ΘΥ ΘΣ ΘΝ ΘΩ ΑΘΝ ΚΣ ΚΕ ΚΥ ΕΣΤΡΩ ΠΝΑ ΧΥ ΠΡΣ |
| {\displaystyle {\mathfrak {P}}}48 (PSI 1165)                                        | 200–300              | ΥΣ |
| {\displaystyle {\mathfrak {P}}}49 (P. Yale 415 + 531)                               | 200–300              | ΚΩ ΘΥ ΘΣ ΙΥ ΠΝ ΧΣ ΧΥ ΧΩ |
| {\displaystyle {\mathfrak {P}}}50 (P. Yal 1543)                                     | ~300                 | ΙΛΗΜ ΠΝΑ ΑΝΟΣ ΘΣ ΘΥ |
| {\displaystyle {\mathfrak {P}}}53 (P. Mich. inv. 6652)                              | ~250                 | ΠΡΣ ΙΗΣ ΠΕΡ ΚΝ |
| {\displaystyle {\mathfrak {P}}}64 (Gr. 17)                                          | ~150                 | ΙΣ |
| {\displaystyle {\mathfrak {P}}}65 (PSI XIV 1373)                                    | ~250                 | ΧΥ ΘΣ |
| {\displaystyle {\mathfrak {P}}}66 (P. Bodmer II + Inv. Nr. 4274/4298                | 150–200              | ΚΣ ΚΥ ΚΕ ΘΣ ΘΝ ΘΥ ΘΩ ΙΣ ΙΝ ΙΥ ΧΣ ΧΝ ΥΣ ΥΝ ΥΩ ΠΝΑ ΠΝΙ ΠΝΣ ΠΗΡ ΠΡΑ ΠΡΣ ΠΡΙ ΠΕΡ ΠΡΕΣ ΑΝΟΣ ΑΝΟΝ ΑΝΟΥ ΑΝΩΝ ΑΝΩ ΑΝΟΙΣ ΑΝΟΥΣ ΣΡΩ ΣΡΟΝ ΣΡΟΥ ΣΡΘΗ ΣΡΑΤΕ ΣΡΩΣΩ ΕΣΡΑΝ ΕΣΡΘΗ                                     |
| {\displaystyle {\mathfrak {P}}}69 (P. Oxy. 2383)                                    | ~200                 | ΙΗΝ |
| {\displaystyle {\mathfrak {P}}}70 (P. Oxy. 2384 + PSI Inv. CNR 419, 420)            | 250–300              | ΥΝ ΙΣ ΠΗΡ |
| {\displaystyle {\mathfrak {P}}}72 (P. Bodmer VII y VIII)                            | 200–300              | ΙΥ ΙΗΥ ΙΗΝ ΧΡΥ ΧΡΝ ΧΡΣ ΧΡΩ ΘΥ ΘΣ ΘΝ ΘΩ ΠΡΣ ΠΑΡ ΠΤΡΑ ΠΡΙ ΠΝΣ ΠΝΑ ΠΝΑΙ ΠΝΙ ΠΝΤΙ ΚΥ ΚΣ ΚΝ ΚΩ ΑΝΟΙ |
| {\displaystyle {\mathfrak {P}}}75 (P. Bodmer XIV y XV)                              | 175–225              | |
| {\displaystyle {\mathfrak {P}}}78 (P. Oxy 2684)                                     | 250–300              | ΚΝ ΙΗΝ ΧΡΝ |
| {\displaystyle {\mathfrak {P}}}90 (P. Oxy 3523)                                     | 150–200              | ΙΗΣ |
| {\displaystyle {\mathfrak {P}}}91 (P. Mil. Vogl. Inv. 1224 + P. Macquarie Inv. 360) | ~250                 | ΘΥ ΘΣ ΠΡΣ ΧΡΝ ΙΗΝ |
| {\displaystyle {\mathfrak {P}}}92 (P. Narmuthis 69.39a + 69.229a)                   | ~300                 | ΧΡΩ ΚΥ ΘΥ |
| {\displaystyle {\mathfrak {P}}}100 (P. Oxy 4449)                                    | ~300                 | ΚΥ ΚΣ |
| {\displaystyle {\mathfrak {P}}}101 (P. Oxy 4401)                                    | 200–300              | ΥΣ ΠΝΑ ΠΝΙ |
| {\displaystyle {\mathfrak {P}}}106 (P. Oxy 4445)                                    | 200–250              | ΠΝΑ ΠΝΙ ΧΡΣ ΙΗΝ ΙΗΣ |
| {\displaystyle {\mathfrak {P}}}108 (P. Oxy 4447)                                    | 175–225              | ΙΗΣ ΙΗΝ |
| {\displaystyle {\mathfrak {P}}}110 (P. Oxy. 4494)                                   | ~300                 | ΚΣ |
| {\displaystyle {\mathfrak {P}}}111 (P. Oxy 4495)                                    | 200–250              | ΙΗΥ |
| {\displaystyle {\mathfrak {P}}}113 (P. Oxy. 4497)                                   | 200–250              | ΠΝΙ |
| {\displaystyle {\mathfrak {P}}}114 (P. Oxy. 4498)                                   | 200–250              | ΘΣ |
| {\displaystyle {\mathfrak {P}}}115 (P. Oxy. 4499)                                   | 225–275              | ΙΗΛ ΑΥΤΟΥ ΠΡΣ ΘΩ ΘΥ ΑΝΩΝ ΠΝΑ ΟΥΝΟΥ ΟΥΝΟΝ ΚΥ ΘΝ ΑΝΟΥ ΟΥΝΩ |
| {\displaystyle {\mathfrak {P}}}121 (P. Oxy. 4805)                                   | ~250                 | ΙΣ ΜΗΙ |
| 0162 (P. Oxy 847)                                                                   | ~300                 | ΙΗΣ ΙΣ ΠΡΣ |
| 0171 (PSI 2.124)                                                                    | ~300                 | ΚΣ ΙΗΣ |
| 0189 (P. Berlín 11765)                                                              | ~200                 | ΑΝΟΣ ΠΝΑ ΚΥ ΚΩ ΙΛΗΜ ΘΩ ΙΣΗΛ |
| 0220 (MS 113)                                                                       | ~300                 | ΚΝ ΙΥ ΙΝ ΧΥ ΘΥ |

## Lectura adicional
- Bruce M. Metzger. Manuscripts of the Greek Bible (1981).
- Philip Comfort and David Barett. Text of the Earliest New Testament Greek Manuscripts (1999).
- A.H.R.E. Paap, Nomina Sacra in the Greek Papyri of the First Five Centuries, Papyrologica Lugduno-Batava VIII (Leiden 1959).
- Philip Comfort, Encountering the Manuscripts: An Introduction to New Testament Paleography and Textual Criticism, Broadman & Holman Publishers, 2005, pp. 199–253.
- Larry W. Hurtado, The Earliest Christian Artifacts: Manuscripts and Christian Origins, Cambridge 2006, pp. 95–134.

- Datos: Q1974119
- Multimedia: Nomina sacra / Q1974119